# Província de Navoiy
La província de Navoi és una província de l'Uzbekistan. La província es divideix en 8 districtes administratius. La capital és Navoi (128.000 hab.) i està situada al centre de la província.Altres ciutats importants són Qiziltepa, Nurota, Uchquduq, Zarafshon i Yangirabot.
El clima és un clima continental generalment semi-desert.
Navoiy té importants recursos naturals, especialment el gas natural, el petroli i els metalls preciosos, a més de matèries primeres per a la construcció. L'economia de la província depèn en gran manera de la mineria, la metal·lúrgia, i els complexos de producció de substàncies químiques.
Els principals productes agrícoles són el cotó i les ovelles Karakul. Al voltant del 90% de tota l'àrea es considera potencialment terra agrícola de gran riquesa però només si es localitza una font d'aigua per al reg.